# Cyprien Ntaryamira
Cyprien Ntaryamira, né le 6 mars 1955 sur la colline Gitwe, dans la zone Mageyo, commune de Mubimbi, province de Bujumbura, au Burundi, et mort assassiné le 6 avril 1994 à Kigali, au Rwanda, est un homme d'État burundais, président de la république du Burundi pendant tout juste deux mois, du 5 février au 6 avril 1994.
Hutu, il est l'un des fondateurs du Front pour la démocratie au Burundi (FRODEBU) qui remporte les premières élections multipartites du pays en juin 1993 après plusieurs décennies de régime à parti unique. Le mois suivant, il est nommé ministre de l'agriculture sous le nouveau président Melchior Ndadaye. L'assassinat de Ndadaye dans une tentative de coup d'État en octobre 1993 après seulement trois mois au pouvoir provoque la guerre civile burundaise entre les Hutus et les Tutsis. Ayant survécu au putsch, il est élu président en janvier 1994 par l'Assemblée nationale pour succéder à Ndadaye. Son mandat est marqué par ses efforts infructueux pour atténuer les conflits ethniques au cours de la guerre. Il est assassiné à son tour en avril 1994, deux mois après son ascension à la présidence quand un avion le transportant lui et le président du Rwanda, Juvénal Habyarimana, est abattu par un missile.

## Biographie
Cyprien Ntaryamira a fait l'école primaire à Rushubi jusqu'en 1968, puis le secondaire au collège du Saint-Esprit de Bujumbura. En 1972, il se réfugie au Rwanda où il continue l'école secondaire de 1973 à 1976, à Kigali. C'est en 1982 qu'il obtient son diplôme d'ingénieur agronome à l'université nationale du Rwanda, à Butare.
C'est en mars 1983 qu'il rentre dans son pays natal, le Burundi, pour travailler au ministère de l'Agriculture. En 1985, il est emprisonné pour des motifs politiques, sous le régime de Jean-Baptiste Bagaza.
En août 1986, à Gitega, il devient un des membres fondateurs du parti Front pour la démocratie du Burundi (FRODEBU), avec Melchior Ndadaye. Il devient membre du bureau politique.
Lors des premières élections démocratiques du pays, en 1993, son parti gagne les élections en  battant l'Union pour le progrès national (UPRONA), avec un pourcentage de 64 contre 32 de l'UPRONA. Cyprien Ntaryamira est alors nommé ministre de l'Agriculture dans le gouvernement de Sylvie Kinigi, sous la présidence de Melchior Ndadaye.  

### Présidence de la république du Burundi
Le 5 février 1994, il devient président de la république du Burundi, succédant à la présidente par intérim Sylvie Kinigi.

### Assassinat
Le 6 avril 1994, il participe aux accords de paix d'Arusha, en Tanzanie, où il tente de mettre un terme à la guerre civile burundaise ayant débuté l'année précédente à la suite de l'assassinat de Melchior Ndadaye durant un coup d'état. Son avion étant en maintenance, il se voit proposer par le président rwandais Juvénal Habyarimana d'embarquer dans l'avion présidentiel rwandais pour rentrer à Kigali, puis vers le Burundi. C'est ainsi de manière inopportune que Cyprien Ntaryamira a péri dans l'événement initial du génocide des Tutsi au Rwanda, l'attentat contre l'avion du président rwandais Juvénal Habyarimana. La piste d'un attentat dont il aurait été la cible réelle a été étudiée mais n'a pas été jugée crédible en raison du concours de circonstance qui l'a conduit à utiliser l'avion présidentiel rwandais.

## Littérature
- Gaël Faye, Petit Pays, éditions Grasset, paru le 24 août 2016.